# Нефть в обмен на продовольствие
Программа «Нефть в обмен на продовольствие», начатая Организацией Объединённых Наций в 1995 году (в рамках резолюции 986 Совета Безопасности ООН) и прекращённая в конце 2003 года, позволяла Ираку продавать нефть на мировом рынке в обмен на продовольствие, медикаменты и другие предметы, необходимые простым гражданам Ирака, но не позволяла ему восстановить свои вооружённые силы.

## Предыстория
Программа была введена администрацией Президента Соединённых Штатов Билла Клинтона в 1995 году для поддержки простых граждан Ирака, пострадавших от международных экономических санкций, направленных на демилитаризацию режима Саддама Хусейна в Ираке и введённых после войны в Персидском заливе. Эти санкции были отменены 21 ноября 2003 года после американского вторжения в Ирак.
Резолюция 706 ООН от 15 августа 1991 года разрешала продажу иракской нефти в обмен на продовольствие.
Резолюция 712 ООН от 19 сентября 1991 года подтвердила, что Ирак может продать нефть на сумму до 1,6 млрд долларов США для финансирования программы.
Несмотря на первоначальное несогласие, в мае 1996 года Ирак подписал меморандум о взаимопонимании, начав подготовку к выполнению этой резолюции.
Программа была запущена в декабре 1996 года, а первые поставки продовольствия начались в марте 1997 года. От продовольствия, получаемого по этому плану, напрямую зависело 60 % 26-миллионного населения Ирака.
Программа работала по следующей системе: средства за нефть, экспортируемую из Ирака, перечислялись покупателем не правительству Ирака, а на депозитный счёт, которым до 2001 года управлял банк BNP Paribas. Затем эти средства направлялись на уплату военных репараций Кувейту и на работу Организации Объединённых Наций в Ираке. Остальная, большая часть поступлений, использовалась иракским правительством на покупку определённых товаров.
Правительству Ирака было разрешено покупать только те товары, на которые не было наложено эмбарго. Например, продукты питания доставлялись немедленно, а заказ фолиевой кислоты попадал под особое рассмотрение, длившееся до полугода. Товары, потенциально пригодные для применения в качестве химического, биологического или ядерного оружия, не поставлялись независимо от объявленных целей.

## Финансовая статистика
На мировом рынке было продано иракской нефти на сумму более 65 миллиардов долларов США. Около 46 миллиардов было израсходовано на гуманитарную помощь иракцам, продовольствие и медикаменты. Значительные суммы были израсходованы на репарации участникам Войны в Персидском заливе (25 процентов с декабря 2000 года); административные и оперативные расходы ООН (2,2 процента), а также на программу инспекции вооружений. Внутренние расходы не оглашались.

## Поддержка и критика
Эта программа изначально задумывалась как один из способов смягчения последствий санкций, принятых в отношении Ирака, для обычных иракцев. Главный аргумент критиков программы заключался в том, что это временное решение позволяло Саддаму Хусейну укрепить свои позиции и сохранить правительство.
С другой стороны, если санкции были так тяжелы для иракцев, то их следовало отменить (за исключением чисто военных аспектов). Критики утверждали, что программа «Нефть в обмен на продовольствие», блокировав поставки оборудования двойного назначения, не позволяла Ираку провести ремонт уничтоженных водоочистных и медицинских систем. Бывшие руководители программы, такие как Ханс фон Шпонек, сомневались в том, что санкции вообще должны были вводиться. Фон Шпонек, выступая в Университете Калифорнии в Беркли, в конце 2001 года, заявил, что программа «в действительности — затягивающаяся верёвка на шее обычного иракского гражданина»; утверждал, что из-за санкций каждый день гибнет 150 иракских детей, обвинил США и Великобританию в высокомерном отношении к Ираку и блокировании попыток иракской стороны начать переговоры.
Сторонники же считали, что программа позволяла сдерживать военные намерения Саддама Хусейна.

## Окончание программы
Незадолго до вторжения войск США и Великобритании в Ирак генеральный секретарь ООН Кофи Аннан приостановил действие программы и эвакуировал свыше 300 работников, отвечавших за распределение поставок.
28 марта 2003 года генеральный секретарь Кофи Аннан, представители США и Великобритании попросили Совет Безопасности обеспечить поставки заказанных Ираком товаров на сумму почти 10 миллиардов долларов США. В ходе обсуждения этой резолюции стало ясно, что основная ответственность за решение гуманитарных последствий военной операции ляжет на Соединённые Штаты и Великобританию. Это объясняется четвёртой Женевской конвенцией от 1949 года, определяющей ответственности оккупационных сил.
22 мая 2003 года резолюция Совета Безопасности ООН № 1483 наделила Временное коалиционное правительство правом распоряжения доходами от иракской нефти. 10 миллиардов долларов, оставшихся от программы, были переведены в Фонд развития Ирака, подконтрольный Временному коалиционному правительству.
Официально программа была прекращена 21 ноября 2003 года, а её основные функции были переданы Временному коалиционному правительству.

## Злоупотребления
Вдобавок к критике общих принципов программы, её обвиняют в коррумпированности и злоупотреблениях. На протяжении всего времени действия программы существовали подозрения, что часть доходов программы незаконно использовалась правительством Ирака и должностными лицами из Организации Объединенных Наций. Подобные заявления имели место во многих странах, включая США и Норвегию.
Бенон Севан из Кипра, возглавлявший программу, защищал её, утверждая, что административные нужды занимали лишь 2,2 % расходов и что она подвергалась более 100 проверок (внутренних и внешних), обвиняя Совет Безопасности в введении ограничений, усложнявших ситуацию. Он также утверждал, что ежемесячная продовольственная корзина 90 % населения Ирака зависит от программы. Бенон Севан, возглавляя программу, блокировал все усилия по изучению программы. В 2000 году Дилип Наир, заместитель Генерального секретаря по службам внутреннего надзора, хотел определить степень уязвимости программы. Севан вместе с заместителем Генерального секретаря Луис Фришет отвергали любые подобные исследования, утверждая, что это слишком дорого. Севан приказал уничтожать все ценные документы, касавшиеся этой программы.
По данным промежуточного доклада, опубликованного 3 февраля 2005 года комиссией бывшего председателя Федеральной резервной системы Пола Волкера, большая часть продовольствия, поставлявшегося в рамках программы, «была непригодной для употребления в пищу». В докладе говорится, что Севан в ходе реализации программы получил взяток на сумму около $150,000, а в 2005 году он был отстранён от своей должности в Организации Объединенных Наций в связи с началом расследования о мошенничестве.
Петер ван Вальзум, бывший представитель Нидерландов при Организации Объединенных Наций и Председатель Правления Комитета по санкциям в Ираке с 1999 по 2000 год, в своей недавно изданной книге предположил, что Ирак намеренно внёс разлад в Совет Безопасности, заключив контракты с Францией, Россией и Китаем, но не с Соединённым Королевством и США. Он также заявил, что столкнулся с рядом случаев, когда недостаток сотрудничества со стороны Ирака усугубил страдания самих иракцев. Он также утверждал, что по его мнению санкции не были эффективной мерой.
До 2001 года деньги программы «Нефть в обмен на продовольствие» проводились транзитом через банк BNP Paribas, чьим основным акционером был уроженец Ирака Надми Аучи, обладающий состоянием в $1 млрд по оценке Forbes, и занимающий 13 место в списке богатейших людей Великобритании согласно The Guardian. Аучи получил 15 месяцев условного срока за причастность к скандалу в компании Elf Aquitain, который, по мнению британских газет, стал «самым большим случаем мошенничества в Европе со времён Второй мировой войны».

### Список al Mada
Одно из самых ранних заявлений о нарушениях в программе было сделано 25 января 2004 года, когда al Mada, ежедневная газета в Ираке, опубликовала список лиц и организаций, получивших контракты продажи нефти по программе ООН «Нефть в обмен на продовольствие».
Среди бенефициаров были британский парламентарий Джордж Галловей и его благотворительный фонд Mariam, бывший министр внутренних дел Франции Шарль Паскуа и ирако-американский бизнесмен Шакир аль-Хафаджи. Министр иностранных дел Индии был отстранён от должности из-за своей причастности к скандалу. Многие известные российские фирмы и частные лица также были включены в список al Mada. Даже русская православная церковь якобы занималась незаконной торговлей нефтью. Джордж Галловей впоследствии выиграл два дела о диффамации против The Christian Science Monitor и The Daily Telegraph, которые сообщали о нарушениях.
Президент Oilexco Ltd Артур Миллхолланд, имя которого также фигурирует в списке al Mada, отрицает какие-либо противоправные действия, но признает факт взяток подрядчиков иракскому правительству. Мало кто отрицает, что в Ираке, как и во многих странах третьего мира, руководству регулярно дают взятки для получения контрактов, но подобное, как правило, не происходило в отношении программ ООН.

### Примерная схема работы
Схема, как утверждается, работала следующим образом: нефтяные контракты по программе «Нефть в обмен на продовольствие» получали физические лица и организации, которым симпатизировал иракский режим, или которые просто давали взятки. Эти контракты затем продавались на открытом мировом рынке, а продавец удерживал от $0,15 до $0,50 за каждый баррель проданной нефти. Позднее иракскому правительству возвращался определенный процент.
Контракты на продажу Ираку гуманитарных товаров также доставались компаниям и частным лицам, готовым уплатить иракскому режиму определенный процент с прибыли. Деньги при этом переводились на частные банковские счета Саддама Хусейна и других должностных лиц иракского режима.
Причастность ООН к скандалу выявилась в феврале 2004 года после того, как имя Бенона Севана, исполнительного директора программы «Нефть в обмен на продовольствие», проявилось в документах иракского министерства нефти. Севану якобы достались ваучеры на, по крайней мере, 11 000 000 баррелей нефти. Севан отрицает эти обвинения.

### BNP
Единственным банком, занимавшимся денежными переводами программы, был нью-йоркский филиал BNP Paribas. Он был единственным управляющим $64-миллиардной программы ООН. В ходе расследования было установлено, что BNP Paribas проводил платежи без подтверждения о доставке товаров, и санкционировал выплаты третьим лицам, не являвшимся уполномоченными получателями. Следователи полагают, что банк незаконно получил более $700 млн в рамках этой программы.

### Расследование Дюльфера
Доклад Дюльфера, опубликованный 30 сентября 2004 года, рассказал о том, как программа повлияла на режим Саддама Хусейна:

    Программа «Нефть в обмен на продовольствие» (НОП) в конце 1996 года стала поворотным моментом для Режима. НОП спасла экономику Багдада от кризиса, вызванного санкциями. Режим быстро понял, что посредством НОП можно получать валюту для обхода санкций, развития инфраструктуры и оружейного потенциала.

Окончательная официальная версия доклада называет нарушителями только Францию, Россию и Китай (страны, которые решительно выступали против войны). Доклад Дюльфера разбивал всех получателей нефтяных контрактов по национальностям: 30 процентов были россиянами, 15 процентов — французами, 10 процентов — китайцами, 6 процентов — гражданами Швейцарии, Малайзии и Сирии, по 4 процента — иорданцами и египтянами. Американцы и немцы входили в 20-процентную долю «представителей других стран».
5 июня 2007 года немецкое отделение международного движения по противодействию коррупции Transparency International подало жалобу в Федеральное министерство экономики и технологий на 57 немецких компаний, обвинявщихся в даче взяток в ходе программы «Нефть в обмен на продовольствие» на сумму в $11,9 миллионов.

### Взятки нефтяными купонами
Американская спутниковая сеть Alhurra 6 января 2005 года в своей трансляции заявила, что режим Хусейна подкупал репортёров нефтяными купонами. Использовались два вида купонов: серебряные, равноценные девяти миллионам баррелей нефти, и золотые, стоившие ещё больше.

### Жалобы курдов
С самого начала программы курды жаловались, что им не выплачивают их долю нефтяных доходов, хотя в соответствии с основополагающими принципами программы «Нефть в обмен на продовольствие» доходы должны были быть распределены таким образом, чтобы защитить преимущественно курдские районы Ирака. Каирскому офису Всемирной организации здравоохранения вменяется и то, что он затормозил строительство новой больницы в курдском городе Сулеймания, хотя средства на проект имелись уже в 1998 году.

### Потенциальная причастность Кофи Аннана
14 июня 2005 года на свет всплыли две заметки 1998 года, которые якобы показывали связь между Кофи Аннаном и аудиторской компанией Cotecna Inspection S.A. В первой говорится о встречи Аннана и Cotecna, после чего компания получила контракт. Во второй компания отмечает, что они были уверены в получении контракта из-за «эффективного, но скрытого лобби» в Нью-Йорке. Источником документов был один из руководителей компании.
Последующее расследование показало, что Cotecna получила контракт на справедливой и заслуженной основе, а никакой связи между Кофи Аннаном и заключённым контрактом нет.

## Расследования

### Расследование ГКУ
После вторжения в Ирак в 2003 году и последующей победы коалиции над иракскими вооружёнными силами, Главному контрольному управлению (en:GAO) США было поручено закрыть все контракты поставок по программе «Нефть в обмен на продовольствие» и изучить личную выгоду бывших представителей режима. В ходе расследования ГКУ нашло в программе слабые места, позволявшие Саддаму Хусейну получать взятки и обогащаться.
ГКУ полагает, что режим Саддама Хусейна незаконно заработал $10,1 млрд. Сюда входит $5,7 млрд от контрабанды нефти и 4,4 млрд долларов от незаконных наценок. Масштабы мошенничества оказались гораздо шире, чем ранее предполагалось. Министерство обороны США исследовало 759 контрактов программы «Нефть в обмен на продовольствие» и обнаружило, что расценки почти половины из них были завышены в среднем на 21 процент.
Члены Совета Безопасности имели достаточные полномочия для расследования контрактов и разрыва любого договора. Англичане и американцы отклонили сотни контрактов по программе, но все они блокировались в первую очередь по той причине, что касались импорта товаров двойного назначения.
Резюмируя доклад ГКУ:

Генеральный секретарь Организации Объединенных Наций и Совет Безопасности ответственны за контроль над программой «Нефть в обмен на продовольствие». Вместе с тем, иракское правительство заключало контракты непосредственно с покупателями иракской нефти и поставщиками товаров, что, возможно, стало одним из главных факторов, позволивших Ираку незаконно устанавливать надбавки и комиссии.

Джозеф Кристофф, руководитель отдела по международным делам и торговле ГКУ, сообщил, что аудиторы ООН отказались опубликовать внутренние отчёты программы. Бенон Севан, при поддержке Кофи Аннана, попросил всех бывших подрядчиков программы консультироваться с ним перед выдачей каких-либо документов ГКУ или Конгрессу США. На протяжении всей этой истории поступали жалобы как о том, что программа должна быть более открытой, так и о том, что раскрывается коммерческая информация компаний.
При написании статьи для «Нью-Йорк таймс» журналистка Клаудия Розетт установила, что ООН засекретила такие данные, как личности подрядчиков программы, цены, количество и качество поставляемых товаров, объёмы покупок нефти и имена покупателей. Банковские данные, уплаченные проценты и осуществлённые операции также хранились в секрете. Журналистка подверглась жёсткой критике со стороны Дениса Холлидея и Бенона Севана, которые утверждали, что многие из заявлений Клаудии неверны.
Комитет Палаты представителей США по международным отношениям также изучал программу и обнаружил, что деньги направлялись семьям палестинских террористов-смертников, суммами от $15,000 до $25,000. С сентября 2000 года до вторжения в Ирак семьи палестинцев, погибших или раненых в ходе конфликта с Израилем, получили свыше 35 млн долларов США. Утверждается, что эти деньги поступили от программы ООН «Нефть в обмен на продовольствие».

### Независимая следственная комиссия
Несмотря на первоначальное неприятие, 19 марта 2004 года генеральный секретарь ООН Кофи Аннан заявил, что будет начато полное независимое расследование. В официальном интервью Аннан сказал: «[…] Весьма возможно, что было очень много нарушений, но мы должны изучить […] и узнать, кто несёт ответственность». Тем не менее, Аннан считал, что большинство претензий «возмутительны и преувеличены», и что большая часть критики относилась к вещам, не связанным с программой.
В руководство Независимой следственной комиссии в апреле 2004 года были выбраны следующие люди:
- Пол Волкер, бывший Председатель Федеральной резервной системы США;
- Марк Пит из Швейцарии, специалист ОЭСР по вопросам отмывания денег;
- Ричард Голдстоун из ЮАР, бывший обвинитель Международного трибунала по бывшей Югославии (МТБЮ) и Международного трибунала по Руанде (МТР).

22 апреля 2004 года Совет Безопасности ООН единогласно принял резолюцию, одобрявшую расследование Волкером коррупционной составляющей программы «Нефть в обмен на продовольствие», призвав все государства-члены к сотрудничеству.
Окончательный доклад был представлен Полом Волкером Совету Безопасности 7 сентября 2005 года.
Благодаря утечке результатов внутреннего расследования стало известно о массовых расхождениях в отчётности Cotecna и ООН, касающейся стоимости поставок в северные районы Ирака. Однако в последующем докладе, опубликованном Независимой следственной комиссией 27 октября 2005 года было заключено, что «нет никаких серьёзных претензий к деятельности Cotecna со стороны Организации Объединенных Наций или её стран-участниц», и что ревизия не обнаружила каких-либо недочётов в работе Cotecna. Бенон Севан был проинформирован о результатах расследования.
Резюмируя доклад о расследовании, можно сказать, что управление программой не было адекватным, а некоторые её положения не соблюдались. Для избежания дополнительных затрат необходимо прикладывать больше усилий по управлению контрактами и обосновывать расходы.
После ознакомления с результатами расследования конгрессмен Генри Хайд обратился к Кофи Аннану, интересуясь, почему «Конгресс США, который обеспечивает 22 процента бюджета ООН и который публично запросил копии результатов внутренних расследований, вынужден зависеть от утечки информации в СМИ».

#### Промежуточные результаты
В 219-страничном первоначальном докладе комиссия Волкера раскрыла, как Бенон Севан использовал своё положение для распределения поставок иракской нефти. Внутренние отчеты Иракской государственной организации по сбыту нефти, а также интервью с бывшими иракскими должностными лицами, участвовавшими в незаконных нефтяных сделках, свидетельствуют о том, что Севан получил право поставки 7,3 млн баррелей нефти для зарегистрированной в Панаме компании.
Несмотря на то, что доклад не предъявляет никаких конкретных обвинений в преступной деятельности Севану, Волкер не исключает возможности того, что обвинения могут быть предъявлены властями стран с соответствующим законодательством. Доклад назвал поведение Севана «этически неправильным», отметив, что Севан получал крупные денежные выплаты в $ 160,000 долларов за каждый год, когда он руководил программой. Севан заявлял, что деньги ему присылает тетя с Кипра, но этому не было найдено никаких подтверждений.
В январе Волкер также сообщил, что чиновники ООН игнорировали первые признаки того, что поставки гуманитарных грузов в Ирак до вторжения 2003 года либо подвергались малому числу либо вообще не подвергались проверкам Cotecna. Вместе с тем в октябре 2005 года Волкер заключил, что «ревизия не обнаружила каких-либо недостатков в аудиторской деятельности Cotecna». Cotecna до ноября 2003 года платила Коджо Аннану, сыну Кофи Аннана, за консалтинговые услуги. Волкер заявил, что последующее расследование будет касаться и Коджо Аннана.

### Обвинения
6 января 2006 года в Хьюстоне ФБР арестовало южнокорейского бизнесмена Тон Сун Пака по обвинению в получении нескольких миллионов долларов от администрации Саддама Хусейна во времена программы «Нефть в обмен на продовольствие». Обвинения с него позже были сняты Окружным судом США в Манхэттене.
16 января 2007 года Бенон Севан был обвинен прокурором Манхэттена в получении взяток. Позднее был выдан ордер Интерполу на арест Севана в его доме на Кипре, а также ордер на арест Эфраима Надлера, нью-йоркского бизнесмена, подозреваемого в незаконных платежах Севану. О местонахождении Надлера ничего не известно.
Александр Яковлев, бывший директор проводимой ООН программы «нефть в обмен на продовольствие» в Ираке, был обвинен в получении так называемых «откатов» на общую сумму почти миллион долларов от подрядчиков ООН. Яковлев был приговорен к тюремному сроку, который он отбыл в 2010 году.